# 伊吹有喜
伊吹 有喜（いぶき ゆき、1969年 - ）は、日本の小説家。三重県尾鷲市生まれ、四日市市育ち。女性。三重県立四日市高等学校、中央大学法学部卒業。四日市市観光大使。

## 経歴
1991年出版社に入社。雑誌主催のイベント関連業務、着物雑誌編集部、ファッション誌編集部を経て、フリーライターになる。2008年に永島 順子（ながしま じゅんこ）名義で応募した『風待ちのひと』（応募時のタイトルは『夏の終わりのトラヴィアータ』）で第3回ポプラ社小説大賞特別賞を受賞。2009年に筆名とタイトルを改め同作で小説家デビュー。2014年、『ミッドナイト・バス』で第27回山本周五郎賞候補、第151回直木三十五賞候補。2017年、『彼方の友へ』で第158回直木三十五賞候補、第39回吉川英治文学新人賞候補。2020年、『雲を紡ぐ』で第163回直木三十五賞候補。2021年、『雲を紡ぐ』で第8回高校生直木賞を受賞。『犬がいた季節』で第34回山本周五郎賞候補。

## 作品リスト
- 『風待ちのひと』（2009年6月 ポプラ社 / 2011年4月 ポプラ文庫）
- 『四十九日のレシピ』（2010年2月 ポプラ社 / 2011年11月 ポプラ文庫）
- 『なでし子物語』（2012年11月 ポプラ社 / 2014年12月 ポプラ文庫）
- 『ミッドナイト・バス』（2014年1月 文藝春秋 / 2016年8月 文春文庫）
- 『BAR追分』（2015年7月 角川春樹事務所）
- 『オムライス日和 BAR追分』（2016年2月 角川春樹事務所）
- 『今はちょっと、ついてないだけ』（2016年3月 光文社 / 2018年11月 光文社文庫）
- 『情熱のナポリタン BAR追分』（2017年2月 角川春樹事務所）
- 『カンパニー』（2017年5月 新潮社 / 2019年12月 新潮文庫）
- 『彼方の友へ』（2017年11月 実業之日本社 / 2020年10月 実業之日本社文庫）
- 『地の星 なでし子物語』（2017年9月 ポプラ社）
- 『天の花 なでし子物語』（2018年2月 ポプラ社）
- 『雲を紡ぐ』（2020年1月 文藝春秋）
- 『犬がいた季節』（2020年10月 双葉社）

## メディアミックス

### テレビドラマ
- 四十九日のレシピ（2011年2月15日 - 3月8日、NHK「ドラマ10」枠で放送、主演：和久井映見）[5]
- カンパニー〜逆転のスワン〜（2021年1月10日 - 2月28日、NHK BSプレミアム「プレミアムドラマ」枠で放送、主演：井ノ原快彦）

### ラジオドラマ
- 『犬がいた季節』（2025年3月29日、NHK-FM） - 「FMシアター」枠で放送、名古屋放送局制作[6]

### 映画
- 四十九日のレシピ（2013年11月9日公開、配給：ギャガ、監督：タナダユキ、主演：永作博美）[7]
- ミッドナイト・バス（2018年1月27日公開、監督：竹下昌男、主演：原田泰造）[8]
- 今はちょっと、ついてないだけ（2022年春公開予定、監督：柴山健次、主演：玉山鉄二）[9]

### 舞台
- カンパニー ―努力（レッスン）、情熱（パッション）、そして仲間たち（カンパニー）―（宝塚歌劇団月組公演、宝塚大劇場：2018年2月9日～3月12日、東京宝塚劇場：同年3月30日～5月6日、脚本・演出：石田昌也、主演：珠城りょう・愛希れいか）